# Gruben (Burghaun)
Gruben ist ein Ortsteil der Marktgemeinde Burghaun im osthessischen Landkreis Fulda.

## Geographische Lage
Gruben ist rund eineinhalb Kilometer vom Kernort Burghaun entfernt und liegt östlich davon am Eintritt des kurzen Roßbachs in den Talgrund der Haune. Die Ortslage ist mit einem Gewerbegebiet der benachbarten Stadt Hünfeld zusammengewachsen. Die Gemarkungsfläche beträgt 144 Hektar (1961), davon sind 5 Hektar bewaldet.

## Geschichte

### Ortsgeschichte
Gruben wurde im Jahr 1421 erstmals urkundlich erwähnt. Im Jahr 1501 lag der Ort, wie ein großer Teil der Gegend, wüst.
zum 1. Februar 1971 wurde im Zuge der Gebietsreform in Hessen die bis dahin selbständige Gemeinde Gruben auf freiwilliger Basis in die Marktgemeinde Burghaun im Landkreis Hünfeld eingemeindet. Für Gruben sowie für alle ehemals eigenständigen Gemeinden von Burghaun wurden Ortsbezirke mit Ortsbeirat und Ortsvorsteher nach der Hessischen Gemeindeordnung gebildet.

### Bevölkerung
Einwohnerentwicklung
- 1812: 12 Feuerstellen, 89 Seelen[1]

| Gruben: Einwohnerzahlen von 1812 bis 2013 | Gruben: Einwohnerzahlen von 1812 bis 2013 | Gruben: Einwohnerzahlen von 1812 bis 2013 | Gruben: Einwohnerzahlen von 1812 bis 2013 | Gruben: Einwohnerzahlen von 1812 bis 2013 |
| --- | ----------------------------------------- | ----------------------------------------- | ----------------------------------------- | ----------------------------------------- |
| Jahr |                                           |                                           |                                           | Einwohner                                 |
| 1812 | 1812                                      |                                           | 89                                        | 89                                        |
| 1834 | 1834                                      |                                           | 123                                       | 123                                       |
| 1840 | 1840                                      |                                           | 126                                       | 126                                       |
| 1846 | 1846                                      |                                           | 126                                       | 126                                       |
| 1852 | 1852                                      |                                           | 125                                       | 125                                       |
| 1858 | 1858                                      |                                           | 117                                       | 117                                       |
| 1864 | 1864                                      |                                           | 129                                       | 129                                       |
| 1871 | 1871                                      |                                           | 107                                       | 107                                       |
| 1875 | 1875                                      |                                           | 122                                       | 122                                       |
| 1885 | 1885                                      |                                           | 109                                       | 109                                       |
| 1895 | 1895                                      |                                           | 101                                       | 101                                       |
| 1905 | 1905                                      |                                           | 110                                       | 110                                       |
| 1910 | 1910                                      |                                           | 88                                        | 88                                        |
| 1925 | 1925                                      |                                           | 85                                        | 85                                        |
| 1939 | 1939                                      |                                           | 83                                        | 83                                        |
| 1946 | 1946                                      |                                           | 131                                       | 131                                       |
| 1950 | 1950                                      |                                           | 130                                       | 130                                       |
| 1956 | 1956                                      |                                           | 109                                       | 109                                       |
| 1961 | 1961                                      |                                           | 114                                       | 114                                       |
| 1967 | 1967                                      |                                           | 128                                       | 128                                       |
| 1970 | 1970                                      |                                           | 124                                       | 124                                       |
| 1980 | 1980                                      |                                           | ?                                         | ?                                         |
| 1990 | 1990                                      |                                           | ?                                         | ?                                         |
| 2000 | 2000                                      |                                           | ?                                         | ?                                         |
| 2011 | 2011                                      |                                           | 135                                       | 135                                       |
| 2013 | 2013                                      |                                           | 143                                       | 143                                       |
| Datenquelle: Historisches Gemeindeverzeichnis für Hessen: Die Bevölkerung der Gemeinden 1834 bis 1967. Wiesbaden: Hessisches Statistisches Landesamt, 1968. Weitere Quellen: LAGIS; Gemeinde Burghaun; Zensus 2011 |                                           |                                           |                                           |                                           |

Religionszugehörigkeit
| • 1885: | 71 evangelische (= 65,14 %), 38 katholische (= 34,86 %) Einwohner |
| • 1961: | 61 evangelische (= 53,51 %), 45 katholische (= 39,47 %) Einwohner |

## Politik
Für Gruben besteht ein Ortsbezirk (Gebiete der ehemaligen Gemeinde Gruben) mit Ortsbeirat und Ortsvorsteher nach der Hessischen Gemeindeordnung. Der Ortsbeirat besteht aus drei Mitgliedern. Bei den Kommunalwahlen in Hessen 2021 betrug die Wahlbeteiligung zum Ortsbeirat 47,9 %. Alle Kandidaten gehörten der „Bürgerliste Gruben“ an. Der Ortsbeirat wählte Andreas Sauer zum Ortsvorsteher.

## Verkehr
Durch Gruben führt die Kreisstraße 149, die den Ort als Steinbacher Straße mit Steinbach und dem Verkehrsknoten verbindet, der bei Hünfeld die Bundesstraße 84 mit der Bundesstraße 27 verknüpft.